# Tolfta församling
Tolfta församling är en församling i Upplands norra kontrakt i Uppsala stift i Svenska kyrkan. Församlingen ligger i Tierps kommun i Uppsala län och ingår i Tierps pastorat.

## Administrativ historik
Församlingen har medeltida ursprung och utgjorde under medeltiden ett eget pastorat för att därefter, åtminstone från 1550-talet, till 1 maj 1918 vara annexförsamling i pastoratet Västland och Tolfta. Från 1 maj 1918 till 2015 utgjorde församlingen ett eget pastorat. 1962 överfördes tätorten Tierp (Tierps köping) hit.Från 2015 ingår församlingen i Tierps pastorat.

## Klockare och organister
| Ämbetstid | Namn                | Levnadstid | Övrigt   |
| --------- | ------------------- | ---------- | -------- |
| 1709-1741 | Lars Hermansson     |            | Klockare |
| 1726-1729 | Malakias Wetterberg |            | Organist |
| 1730-1735 | Anders Wåhlström    | 1699-1770  | Organist |
| 1741-1742 | Nils Carenius       |            | Organist |

## Kyrkor
- Tolfta kyrka